# Candes-Saint-Martin
Candes-Saint-Martin és un municipi de la regió del Centre - Vall del Loira, departament de l'Indre-et-Loire. El 2021 tenia 184 habitants.